# Rhinella diptychus
Rhinella diptychus és una espècie de gripau de la família Bufonidae. Es troba al Paraguai i possiblement Brasil. El seu hàbitat natural inclou sabanes seques, aiguamolls d'aigua dolça. Està amenaçada d'extinció.